# Accademia Teatro alla Scala
L'Accademia Teatro alla Scala è la scuola d'arti e mestieri dello spettacolo del Teatro alla Scala di Milano.

## Storia
La sua storia prende il via nel 1813, anno di apertura dell'Imperial regia accademia di ballo teatro alla Scala; costituitasi nel 2001 come fondazione di diritto privato.

## Struttura
La scuola è organizzata in quattro dipartimenti:
- Danza
- Management
- Musica
- Palcoscenico-laboratori

L'accademia dispone inoltre di un'area didattica e di un'area di cooperazione culturale.